# 鏡餅

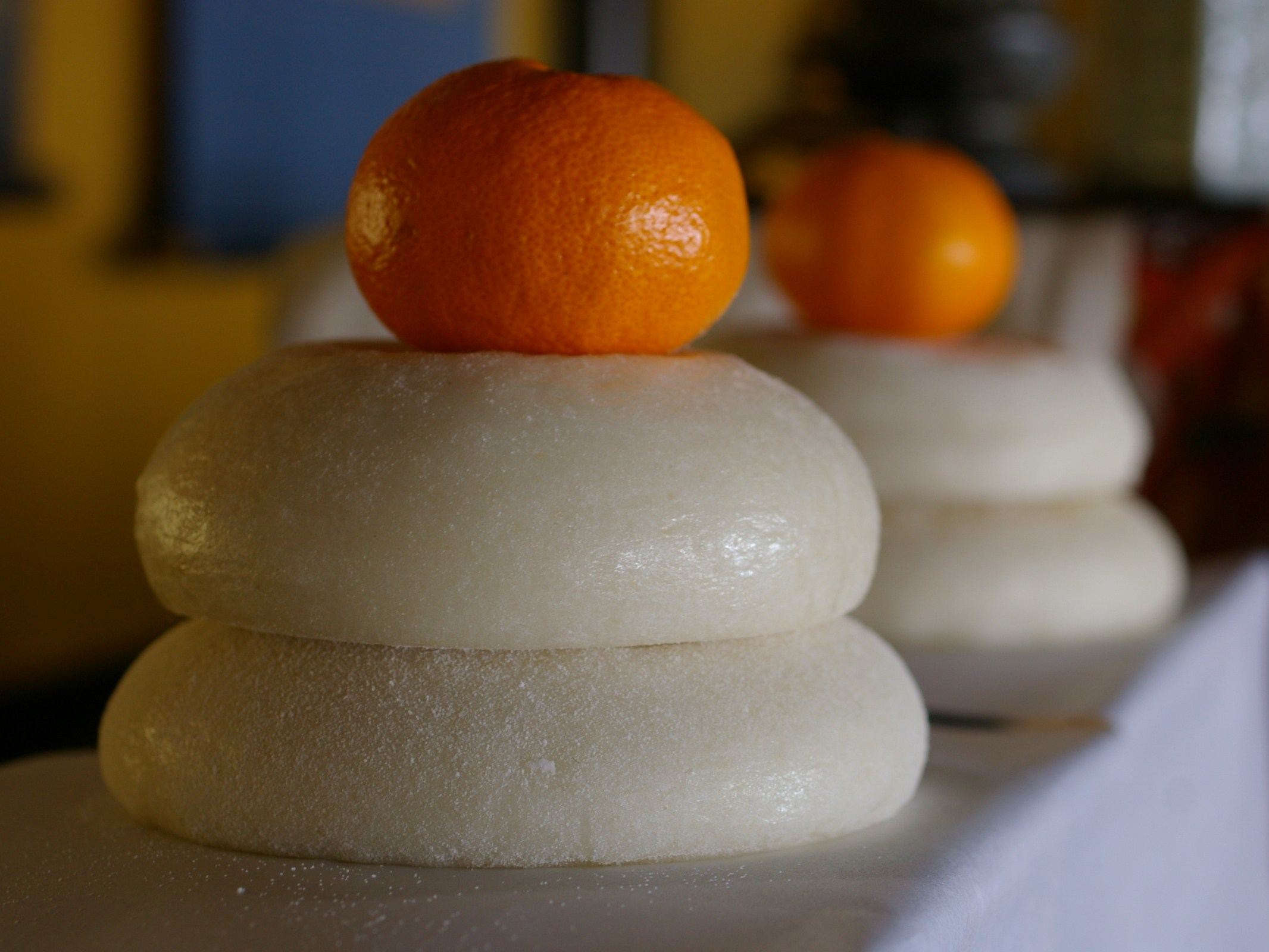
鏡餅

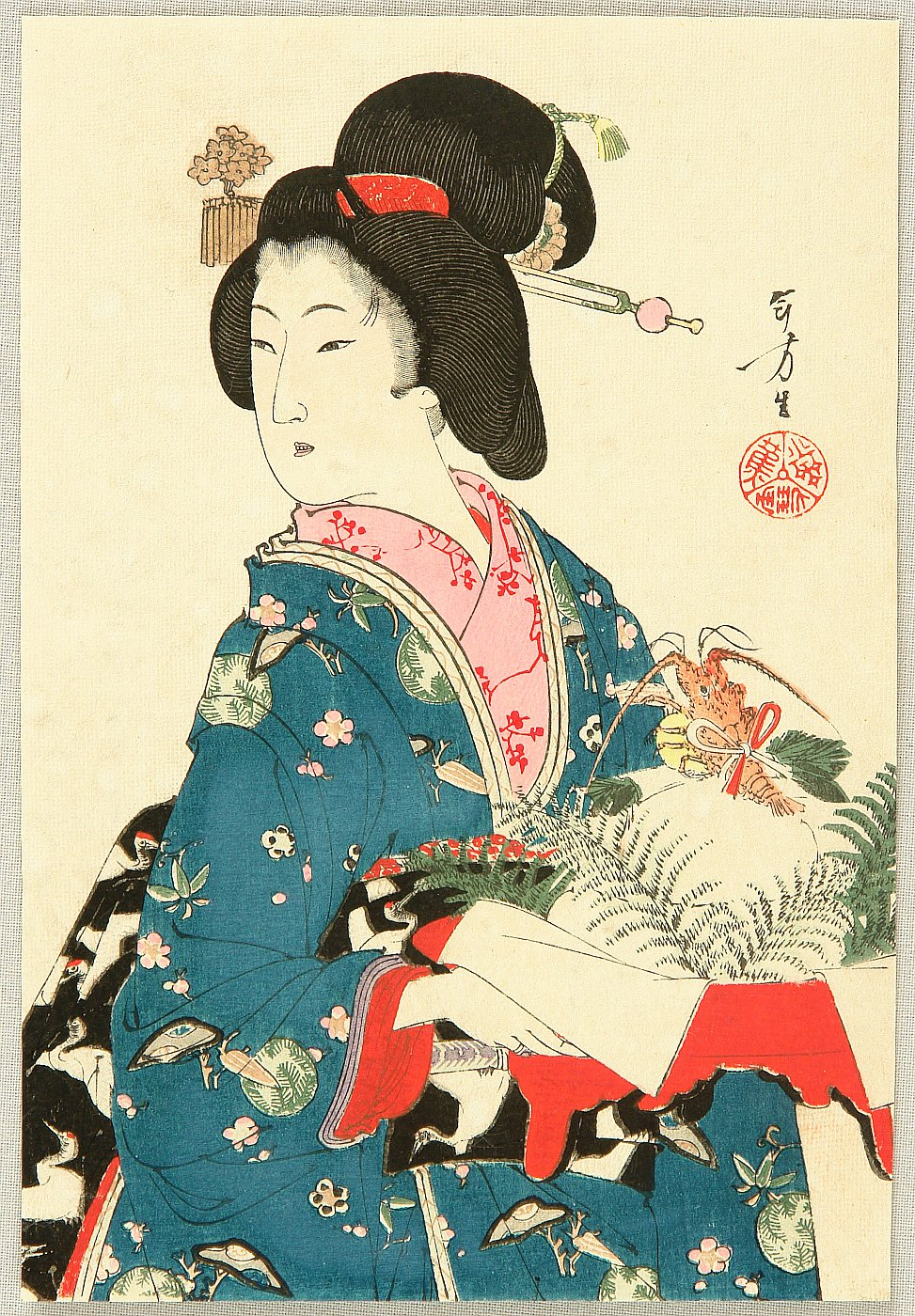
正月の鏡餅を抱えた女。水野年方画。

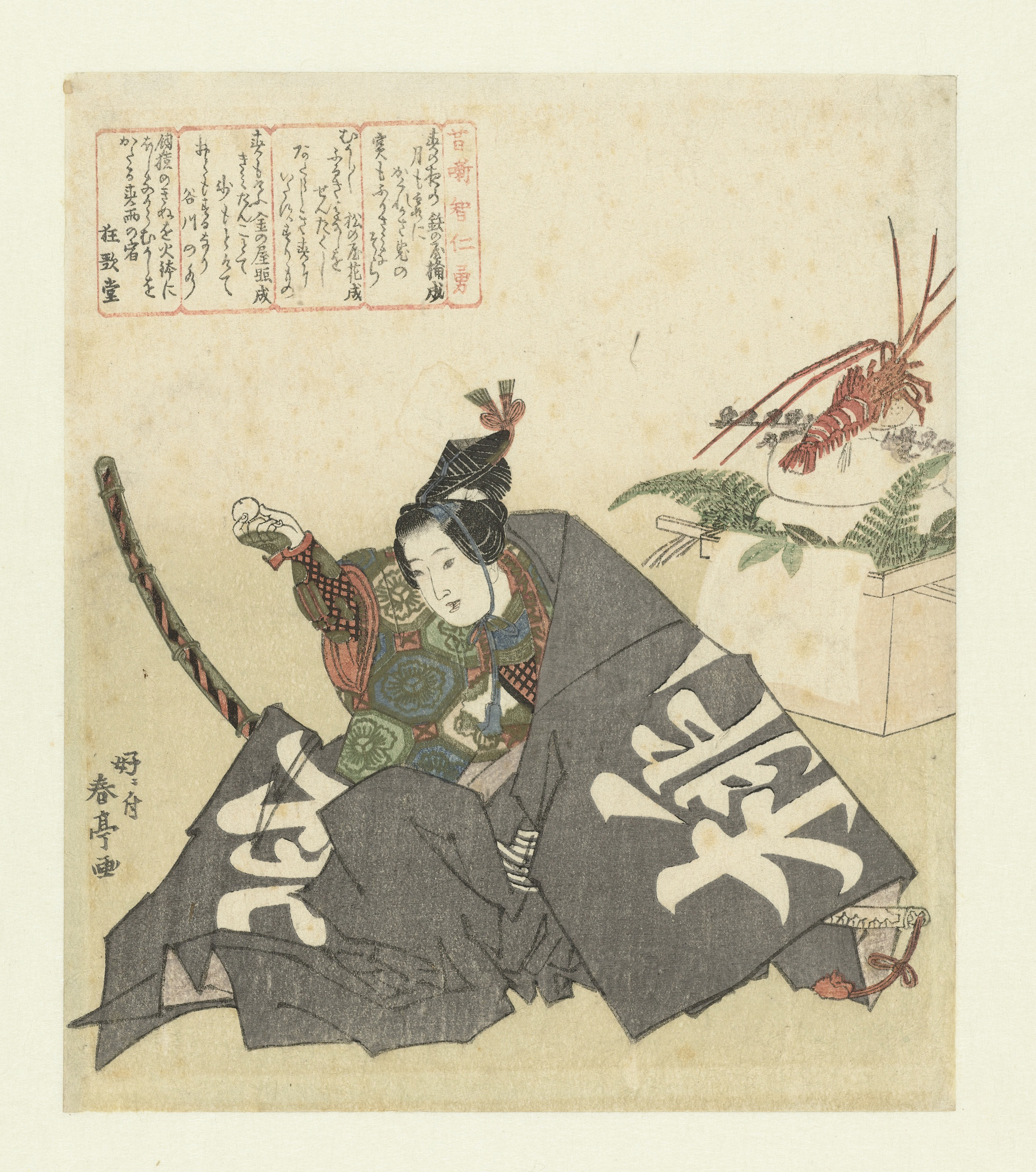
鏡餅と桃太郎。勝川春亭画。

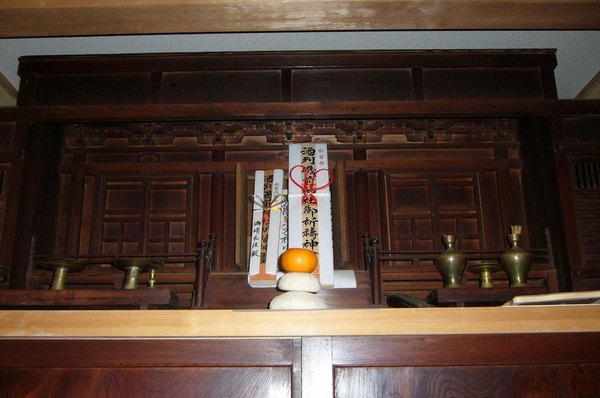
神棚に飾った鏡餅

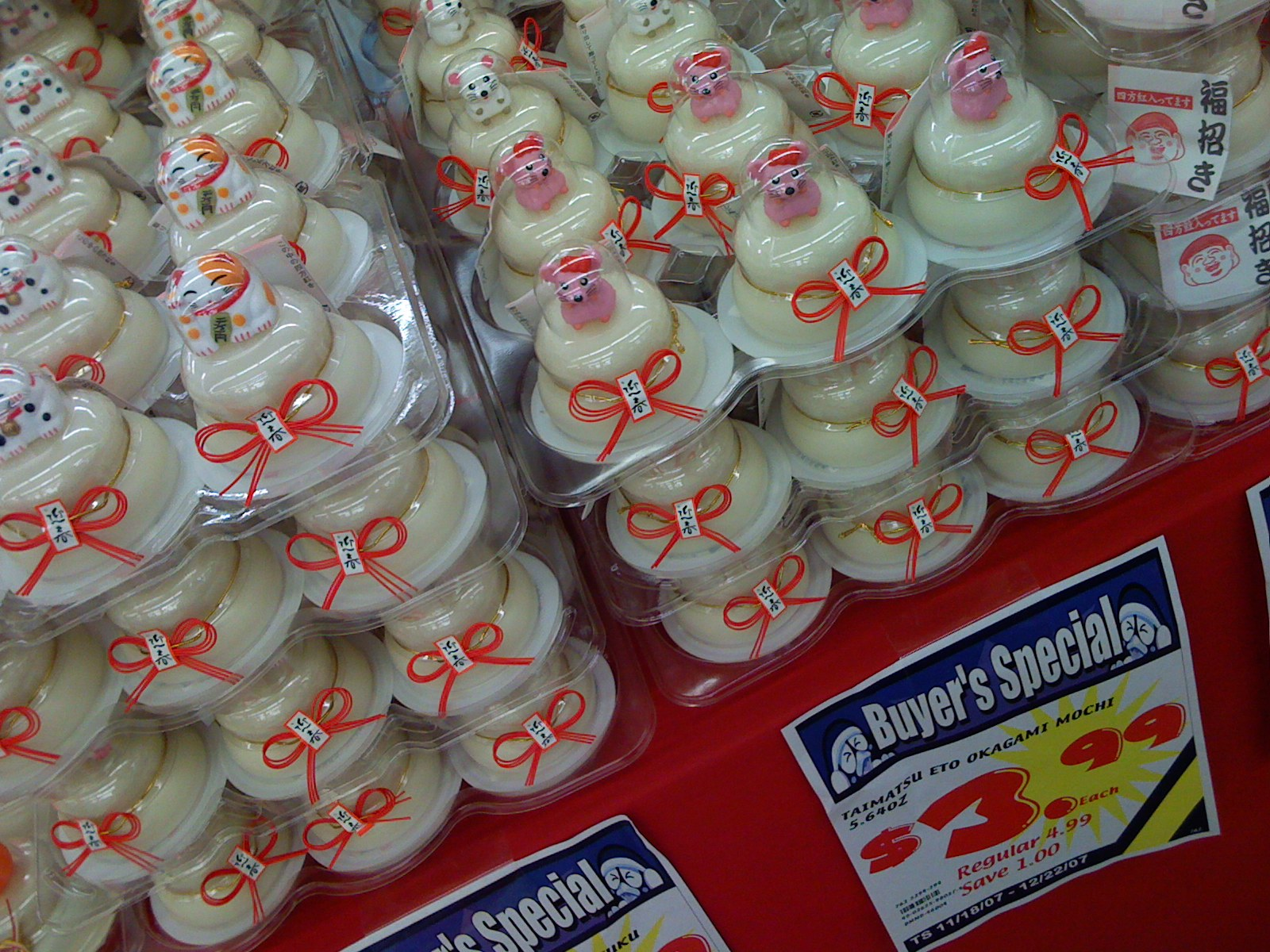
プラスチックの容器に充填した鏡餅

鏡餅（かがみもち）とは、餅を神仏に供える日本の伝統的な正月飾り（床飾り）であり、穀物神である「年神（歳神）」への供え物であり、「年神（歳神）」の依り代である。

## 名称の由来
鏡餅という名称は、昔の鏡の形に似ていることによる。鏡はこの世とあの世の境界と捉えていた。昔の鏡は青銅製の丸形である銅鏡で、神事などに用いられるものであった。三種の神器の一つ、八咫鏡を形取ったものとも言われる。また、三種の神器の他の二つ、八尺瓊勾玉に見立てた物が橙（ダイダイ）、天叢雲剣に見立てた物が串柿であるとされる。

## 歴史
平安時代にはすでに存在し、当時に書かれた『源氏物語』には「歯固めの祝ひして、餅鏡をさへ取り寄せて」の一節がある。鏡餅が現在のような形で供えられるようになったのは、家に床の間が作られるようになった室町時代以降である。
武家では、床の間に具足（甲冑）を飾り、その前に鏡餅を供えた。鏡餅には、譲葉・熨斗鮑・海老・昆布・橙などを載せるのが通例となり、これは具足餅（武家餅）と呼ばれた。

### 和漢三才図会に掲載された御鏡
江戸時代の『和漢三才図会』巻19（正徳2年（1712年）成立）には、天武天皇4年（675年）からの習俗として、「しとき餅」の項に「御鏡是也」と解説された祭餅の図がある。これは、稗や黍餅のことで、稗（きび）団子の類。古人は黍や稗を多用したが、江戸時代には鏡に似せて糯米で円形に作るため、俗に御鏡と呼ばれたとある。
なお、「しとき」の語は日本北部のアイヌにも伝わった。アイヌ文化では、黍や粟の団子を「シト」と呼び、タマサイ（女性用の首飾り）のペンダントヘッドに相当する円い金属の板（円鏡）を「シトキ」と呼ぶ。

### 古事類苑に掲載された江戸前期の鏡餅は黒
明治29年（1896年）から大正3年（1914年）に刊行された『古事類苑』「歳時部」‐歳暮‐餅搗の項に、江戸前期の京都周辺の民間の習俗を採録した「日次紀事」からの転載として、鏡餅についての解説がある。
関係箇所を要約すると、次のとおり。旧暦の12月末の夜に、倭俗として円型や菱瓢箪型の餅を搗き、それを神仏に供えたり母方の親族に贈ることを鏡を据えるという。大きい円を鏡に似ていることから鏡と言い、その鏡餅の上に小さい円を載せることは義である。その形が天に相似ることから小さいものを星点という。
なお、星空に似る星点を乗せた鏡餅の色は黒かったようである。昭和18年（1943年）4月10日の大阪毎日新聞に、「昔でも代用食研究 食糧問題の史的意義 本庄商大学長講演」と題する記事があり、そこには、江戸時代の初期国民は一般に雑炊または黒米飯を常食としたと記されている。また、江戸時代初期に活躍した松尾芭蕉の俳句に、「花にうき世我が酒白く飯黒し」がある。

### 明治時代の浮世絵に描かれた鏡餅は白
「血まみれ芳年」と称された浮世絵師月岡芳年が明治24年（1891年）に描いた作品に「金太郎蔵開絵」がある。ただし、画中には「くら美良喜」と記されている。この明治期の浮世絵に描かれた鏡餅は白く、乾燥したようにひびが入っていて、その鏡餅を割ろうとする金太郎の手には、血のりの付いた斧が握られている。そして、その金太郎の隣では、平安時代の装束の女性が鉢巻をして扇を持ち、金太郎に話しかけている。

### 昭和時代
昭和10年代に入ると陶器製の鏡餅が流通し始め、日中戦争をきっかけに餅の代用品として広まるようになった。

## 飾り方
三種の神器または心臓を形とったとされる、丸い餅を使用する。
一般的には、大小2つの平たい球状の餅とダイダイが使用されるが、地域によっては違いがあり、餅が三段のもの、二段の片方を紅く着色して縁起が良いとされる紅白としたもの（石川県で見られる）、餅の替わりに砂糖で形作ったもの、細長く伸ばしたものを渦巻状に丸めてとぐろを巻いた白蛇に見立てたものなど様々である。また現代ではダイダイの入手が難しい場合にウンシュウミカンやユズで代用するケースも見られる。
また、三方に半紙を敷き、その上に裏白（羊歯の一種）を載せ、大小2つの餅を重ね、その上に串柿・干しするめ・橙・昆布などを飾るようになっている。鏡餅の飾り方には地域によって様々であり、串柿が無い地域や、餅と餅の間に譲葉を挟む地域、昆布とスルメを細かく切ったものを米に混ぜて半紙でくるんだ物を乗せる地域などもある。
近年は、家庭内に飾ることの利便性と、後で食べる際の衛生面を考えて、鏡餅が重なった姿を型取ったプラスチック（ポリエチレン）の容器に充填した餅や、同様の容器に（個別包装された）小さな餅を多数入れ、プラスチック製の橙などとセットにした商品が多く、各餅製造会社より発売されている。
神仏に捧げる鏡餅を飾る場所として、床の間が最もふさわしいが、無い場合は、玄関から遠い、奥まった位置にするのがふさわしいとされる。

## 飾る期間
- 鏡餅を飾り始めるのは、早くても問題とはされないが12月28日が最適とされる事が多い。「八」が末広がりで日本では良い数字とされているからである。大安（12月31日を除く）を選んで供える地域もある。
  - 12月29日は、日本では「九」が「苦しむ」につながるので避けるべきとされる（逆に29を「福」と読み替えて、この日に餅を搗く地域も有る）。
  - 12月30日はキリの良い数字なので悪くないと考えられている（ただし旧暦で12月は30日までしかないため、旧暦通りならば「一夜餅」の扱いとなるので忌避される場合もある）。
  - 12月31日に飾るのは、「誠意に欠ける」「葬儀の飾り方を連想する」などの理由により、「一夜飾り」「一夜餅」として忌避される。ただし浄土真宗はこの限りでない。
- 神様への供え物なので、松の内に下げたり食べたりせず飾っておく。
- 松の内が終わりお供えが終了した後は、飾ったままにせず下げる。一方、秋田県の一部地域では夏まで保存し「ハレ食」として、あるいは6月1日に長寿を祈願し「凍み餅（歯固め餅）」と言う風習があった[10]。

## 鏡開き
正月が終わって下げた餅は「鏡開き」を行い、餅を食することになる。鏡は円満を、開くは末広がりを意味し、また刃物で切るのは切腹を連想させるので避け、代わりに手や木鎚で餅を食べやすい大きさに割って分ける。この場合、割るとは言わず開くという。正月を過ぎた鏡餅は硬く乾燥しひび割れているため、主に汁粉や雑煮や焼餅、かき餅（あられ）などにして食する。

## 浄土真宗
浄土真宗では、修正会（在家の場合は、1月1日 - 3日）の荘厳として、12月31日の朝の勤行のあと、夕の勤行（歳末昏時）までに、打敷と共に荘厳として尊前に鏡餅を備える。
正式な作法は、本尊前・祖師前は須弥壇上（もしくは前卓上）に三重（五重）の鏡餅を一対備える。その他の尊前には二重の鏡餅を一対備える。また、「三方」ではなく、「折敷」（おしき）に白紙（杉原紙）を敷いて飾る。鏡餅の上に橙をのせる。
一般家庭の御内仏では、本尊前の須弥壇上（もしくは前卓上）に三重の鏡餅を一対備える。もし仏壇が小さい場合は、燃香用の卓などの上に一対備える。
備える日は、12月31日朝の勤行後から夕の勤行前である。控える日は、1月4日朝の勤行後に打敷などの荘厳とともに控える。
浄土真宗では、日の吉凶を選ばないという教義があり、上記のように大安などの「暦注」や、「語呂合わせによる日の良し悪し」を選ばずに飾る。控えた後は、汁粉などにして食べる。

## お年玉
鏡餅は、かつては「お年玉」だった。いまではポチ袋に入れた現金だが、昔は歳神様に捧げた供物を、家長が子供たちに分け与えていた。このひとつが餅であった。その昔、「歳魂」（としだま）と呼ばれていたことからも、霊が宿っていることが窺える。歳神様が運んできた運気と力が降りた鏡餅を、家長が子供たちに与え、家族みんなで先祖を「食う」ということがお年玉の原点である。現代のように現金になったのは江戸時代からだといわれている。

## いろいろな鏡餅

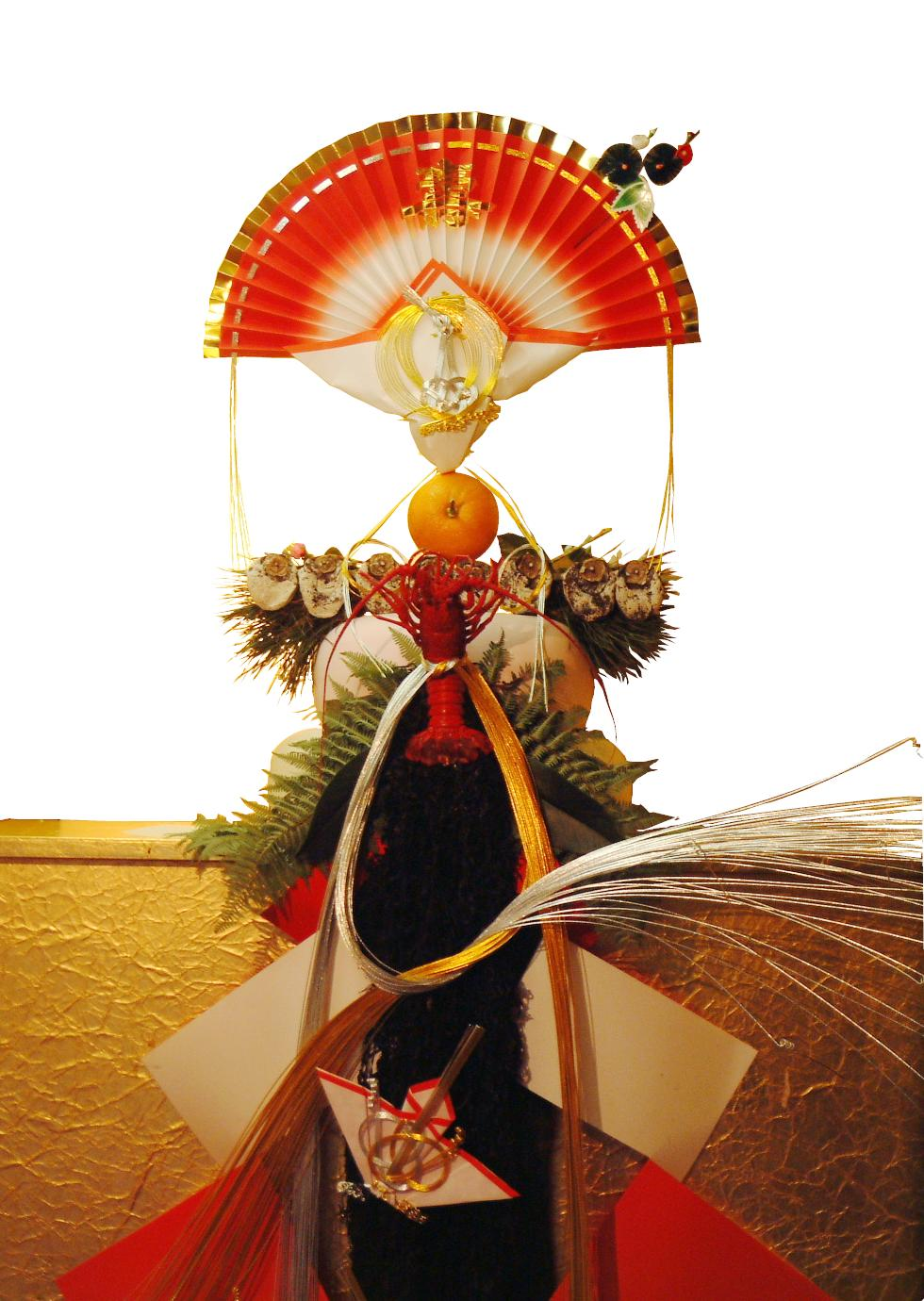